# バース市街
バース市街（バースしがい、英語: City of Bath）は、イギリスの南部の単一自治体 (Unitary Authority)であるバース・アンド・ノース・イースト・サマセットのバースにある地区。ユネスコの世界遺産（文化遺産）に登録された物件でもある。

## 概要
バースは、ロンドンの西140キロメートルにあり、行政区分としては、単一自治体のバース・アンド・ノース・イースト・サマセットの地区となる。人口は9万人程度。紀元前からの温泉場として有名。一説には、ケルト人が発見したと言われている。その地名が、英語のbath（風呂）の語源となったというのは俗説で、正しくは風呂を意味するゲルマン古語からその名がつけられた。

## 沿革
1世紀頃、ローマ帝国の支配下で、保養地として繁栄。ローマ式の大浴場や神殿が建築された。ローマが撤退すると一時的に荒廃した。
18世紀にアン女王がこの地を訪れ、温泉保養地として復活させた。以来、バースは富裕層の社交場となった。ロンドンの賭博師、リチャード・ナッシュは1704年にバースで財を築き、儀典長の地位を得てバースの社交界をリードする存在となった。ナッシュは、バースの市街をあらゆる階層の人々が集う優美な場所に変えようと、裕福な事業家で啓蒙主義者であるラルフ・アレンの後援を受け、温泉地の景観を変える大規模な建築事業を開始した。
事業は建築家ジョン・ウッドの手により開始された。1727年より、ウッドは当時イギリスで流行していたパッラーディオ主義に従って住宅地プライアー・パークを建設した。また、1729年から1736年にかけて、街の北西にクイーンズ・スクエアと呼ばれる建物に囲まれた広場を建設した。1754年よりザ・サーカスと呼ばれる円形の広場の建築が開始され、ウッドの息子に受け継がれて1774年に完成された。また、半月状の集合住宅地、ロイヤル・クレセントも同時期に完成している。
その後も、ジョン・パーマー、ジョン・エヴェリー、トーマス・ボールドウィンらがジョージアン様式の建築物で街を変貌させていった。19世紀に街の繁栄は衰えて町並みは荒廃してしまったが、1987年に世界遺産に登録され、改修によってかつての保養地の姿を取り戻している。

## 主な構造物
- バース修道院
- ロイヤル・クレセント
- ザ・サーカス
- ゲイ・ストリート

## 登録基準
この世界遺産は世界遺産登録基準のうち、以下の条件を満たし、登録された（以下の基準は世界遺産センター公表の登録基準からの翻訳、引用である）。
- (1) 人類の創造的才能を表現する傑作。
- (2) ある期間を通じてまたはある文化圏において、建築、技術、記念碑的芸術、都市計画、景観デザインの発展に関し、人類の価値の重要な交流を示すもの。
- (4) 人類の歴史上重要な時代を例証する建築様式、建築物群、技術の集積または景観の優れた例。